# Pau (Aachen)
Die Pau ist einer der Aachener Bäche, die durch die historische Altstadt von Aachen fließen. Sie gehört zum Bachsystem der Wurm, die den Aachener Talkessel entwässert.

## Ursprung
Die Pau entspringt als Paubach im Aachener Stadtwald am Ronheider Berg und fließt von dort in Richtung Hangeweiher. An der Kaiser-Friedrich-Allee speist sie den 1906–1907 von Carl Burger geschaffenen Tritonenbrunnen.

## Geschichte

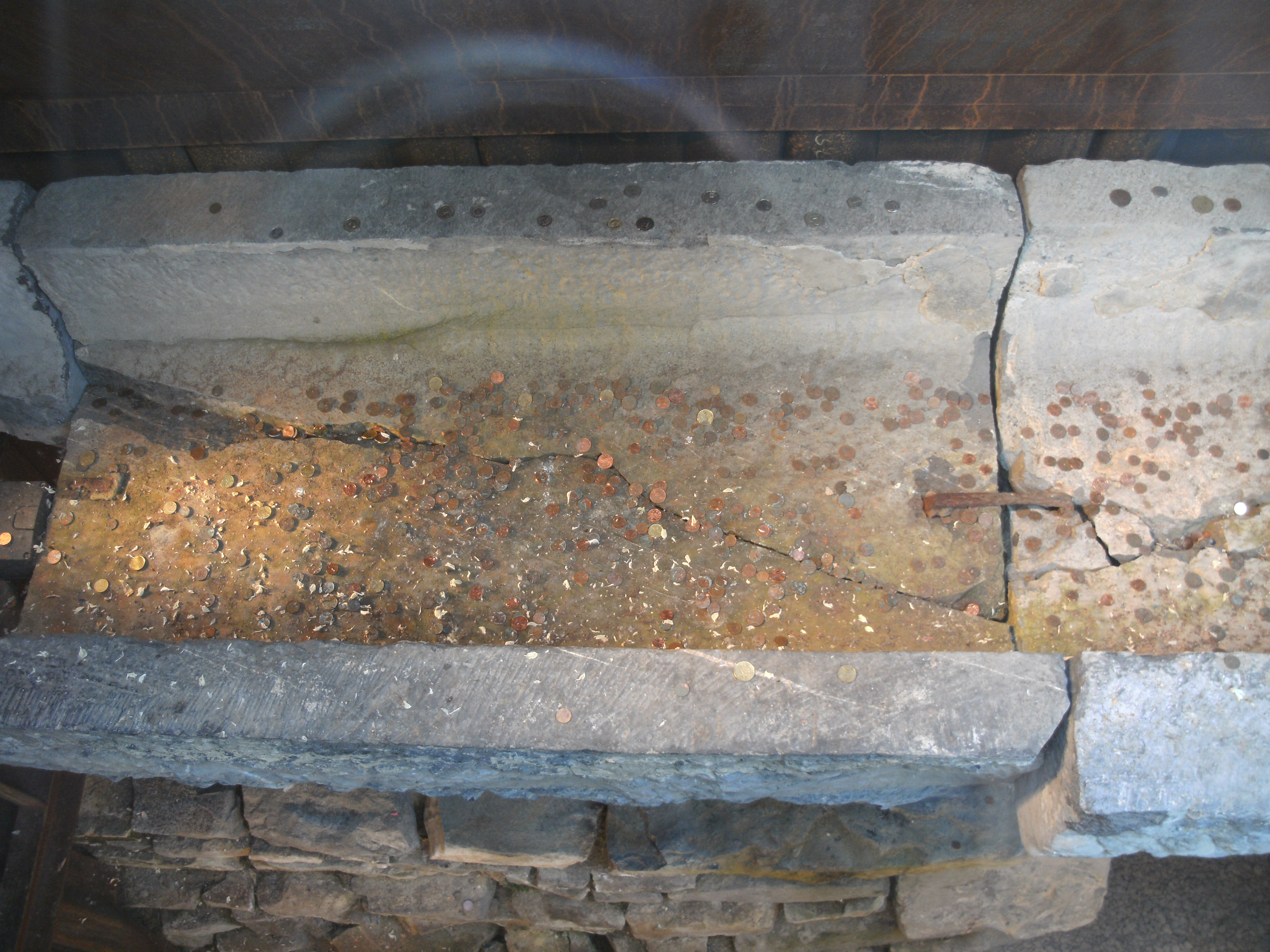
Blausteinrinne des mittelalterlichen Paukanals im archäologischen Fenster an der Jakobstraße

Schon zur Römerzeit wurde die Pau oberhalb des Hangeweihers aus ihrem natürlichen Verlauf abgeleitet, um kaltes Wasser für die Thermen zu haben, die bei den Thermalquellen in der heutigen Innenstadt Aachens standen.
Im Mittelalter diente dieser künstliche Bach vor allem der Trink- und Brauchwasserversorgung der Stadt Aachen und zum Antrieb von Mühlen. Lediglich eine geringe Wassermenge verblieb in dem ursprünglichen Bachbett und bildete den Bach Paunell (kleine Pau).
Die kanalisierte Pau lief dabei in Steinrinnen aus Aachener Blaustein, die teils offen verliefen, zunehmend jedoch mit Steinplatten abgedeckt wurden. Solche Sandsteinplatten wurden 2005 u. a. bei Grabungsarbeiten in der Rennbahn entdeckt, dort sind sie heute sichtbar in die Pflasterung des Bürgersteigs integriert. Ein Teil einer Blausteinrinne des Paukanals ist im archäologischen Fenster an der Ecke Jakobstraße/Klappergasse zu sehen.
Bei der Belagerung Aachens 1248, als die äußere Stadtmauer noch nicht begonnen war, ließ Wilhelm von Holland Johannisbach, Pau und Paunell stauen und überflutete dadurch einen Großteil des Stadtgebiets, um Aachen zur Aufgabe zu zwingen.

## Historischer Verlauf

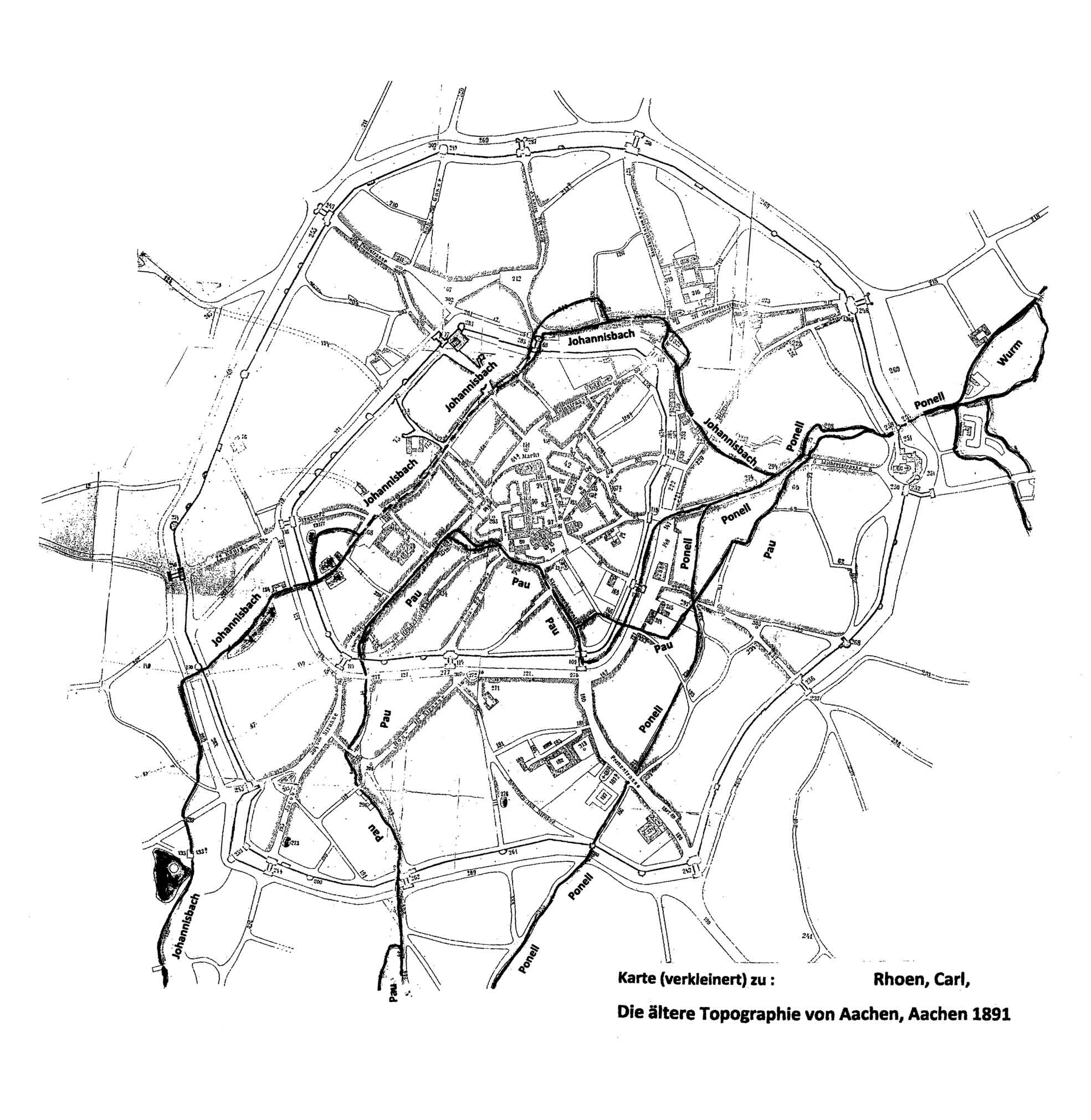
Historische Karte Aachens mit Bachverläufen

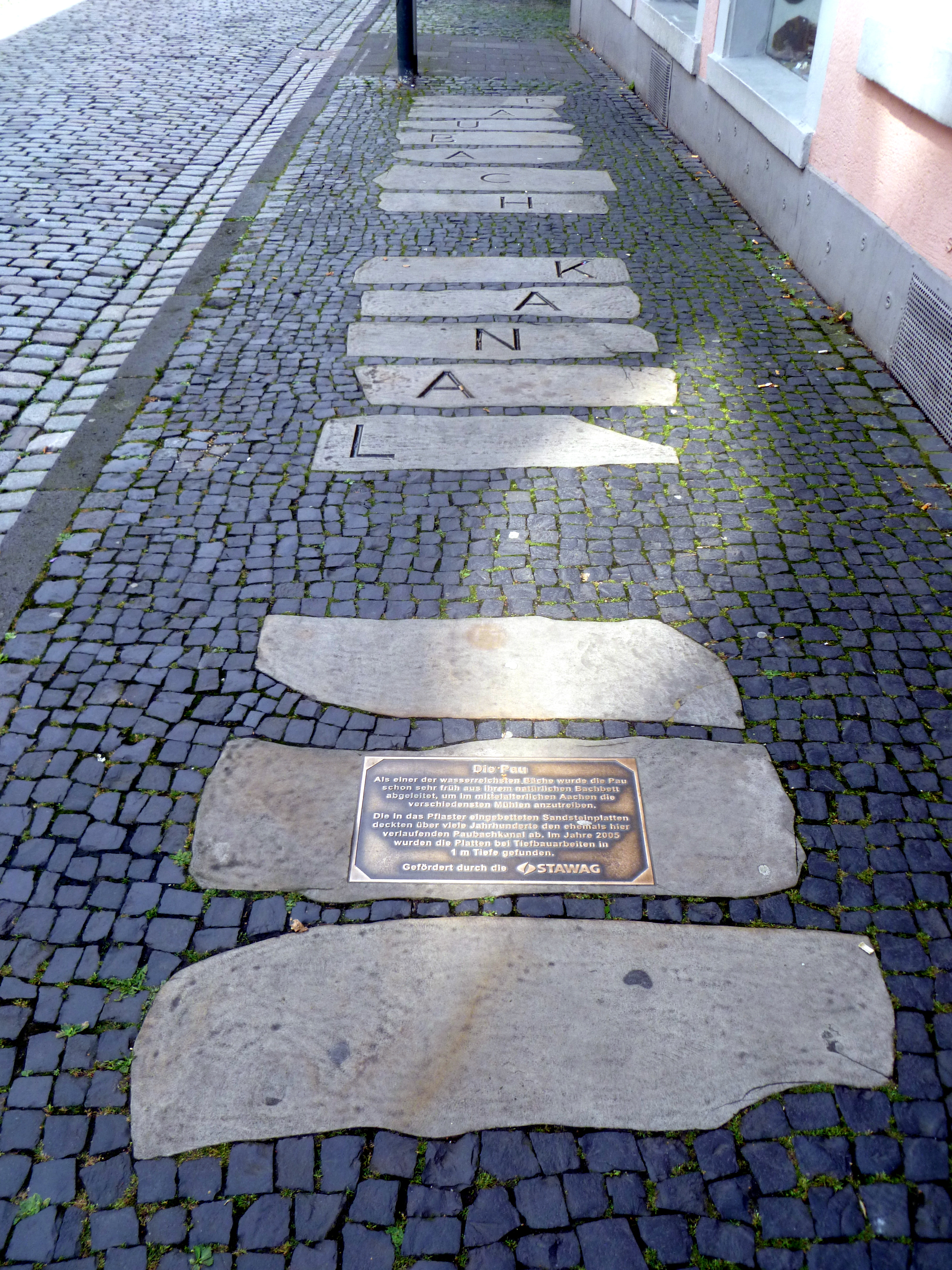
Historischer Verlauf Paubach in der Rennbahn

Der mittelalterliche künstliche Bachverlauf der Pau entsprang in der Nähe des Colynshofs und führte oberhalb des Hangeweihers vorbei. Dort trieb sie die Lohmühle, die etwa an der Stelle der heutigen Volkssternwarte stand, und die Gebrannte Mühle in der Nähe der heutigen Hohenstaufenallee. Von dort aus führte der Verlauf entlang des Höhenzugs, der sich von Südwesten her bis zum Marktplatz erstreckt. Entlang der Weberstraße floss die Pau zur äußeren Stadtmauer, die sie nahe beim Rostor durchfloss. Am Rostor befand sich ein gemauertes Becken, das von der Pau gefüllt wurde und von dem aus Bleirohre abgingen, um öffentliche Brunnen (Laufbrunnen, in Aachen „Pief“ genannt) und verschiedene Bürgerhäuser mit Wasser zu versorgen.
Vom Rostor aus führte der Verlauf zur Rosmühle, die von der Pau angetrieben wurde, und weiter entlang der Stromgasse und der Paugasse zur inneren Stadtmauer, die sie zwischen dem Jakobsmitteltor und dem östlich von ihm stehenden Turm durchfloss. Von dort floss die Pau entlang der Jakobstraße zur Klappergasse. Entlang Klappergasse, Rennweg und Schmiedstraße ging es dann zur Marschierstraße. In der Klappergasse, wo die Pau ihr größtes Gefälle hatte, stand die Brudermühle, die von dem Pauwasser angetrieben wurde, an der Elisabethstraße, die damals Heppionsgasse hieß, eine weitere Mühle, die Heppionsmühle.
In der Marschierstraße wurde der Bach aufgeteilt. Ein Teil lief zum Marschiermitteltor, einem Tor der inneren Stadtmauer, und wurde dort dazu verwendet, den Stadtgraben zu füllen. Dieser Teil des Pauwassers floss am Ursulinertor wieder aus dem Stadtgraben ab entlang der Adalbertstraße und vereinigte sich dort mit der Paunell. Der andere Teil des Pauwassers floss kanalisiert zuerst ein Stück die Elisabethstraße entlang, dann auf die Stadtmauer zu. Der Kanal überquerte in einer Steinrinne zwischen Marschiermitteltor und Harduinstor den Stadtgraben und in der Wirichsbongardstraße die Paunell. In der Nähe des Kaiserplatzes vereinigte sich die Pau mit dem Johannisbach, der inzwischen auch das Wasser der Paunell aufgenommen hatte. Nördlich des Kaiserplatzes verließen die drei vereinigten Bäche die mittelalterliche Stadt durch den Wasserturm und mündeten kurz danach in die Wurm.

## Heutiger Verlauf
Heute hat die Pau keinen von der Paunell getrennten Verlauf mehr, sondern wird vom Hangeweiher aus gemeinsam mit ihr unterirdisch durch die Stadt geleitet. Der Kanal folgt dem Verlauf Goethestraße, Mozartstraße, Karmeliterstraße, Franzstraße, Kapuzinergraben, Friedrich-Wilhelm-Platz, Peterstraße. Unter der Peterstraße vereinigen sich Pau/Paunell mit dem Johannisbach, um kurz darauf in die Wurm zu münden. Die Wurm tritt am Europaplatz wieder an die Oberfläche.